# Torre de Vršac
La torre de Vršac (en serbio, Вршачка кула, Vršačka kula) es una fortaleza medieval cercana a la ciudad de Vršac, en el Banato, en Serbia. Resta solo del edificio original, como su nombre indica, la torre del homenaje, que data probablemente del siglo XV. Existe el proyecto de reconstruir el castillo completo desde 2009.
Está declarada Monumento cultural de gran importancia de la República de Serbia (identificado con el número SK 1097).
Vinculada probablemente en su fundación a la poderosa familia de magnates serbios de los Branković, o tal vez resto de una fortaleza magiar denominada Erdesumulu, desde mediados del siglo XVI  fue ocupada por los otomanos.
Desde lo alto de la colina, se disfruta una gran vista panorámica.